# Le Club des Gentlemen
Pour les articles homonymes, voir The League of Gentlemen.
Le Club des Gentlemen (The League of Gentlemen) est une série télévisée britannique en 18 épisodes de 26 minutes et un épisode de 50 minutes, créée par Jeremy Dyson, Mark Gatiss, Steve Pemberton et Reece Shearsmith et diffusée entre le 11 janvier 1999 et le 31 octobre 2002 sur le réseau BBC Two.
En France, la série a été diffusée sur Comédie !.

## Synopsis
Cette série est une succession de sketchs qui, ensemble, forment une histoire complète. Puisque toute l’action prend place, et que presque tous les personnages vivent dans le même village, Royston Vasey, les histoires s’entrecroisent. Il y a en général une intrigue principale à laquelle sont connectés plusieurs autres petits sketchs.
Dans la première saison, l’intrigue principale tourne autour d’une route en construction, passant au beau milieu de Royston Vasey, risquant d’augmenter le nombre d’étrangers dans le village. Le projet routier s’achève quand Tubbs et Edward découvrent que l’homme qui s’en occupe n’est autre que leur fils longtemps disparu, David, et le persuadent d’annuler les travaux et de vivre « localement ».
La deuxième saison voit une épidémie mortelle de saignements de nez toucher la ville, tuant de nombreux habitants. L'intrigue est résolue après quelques confusions quant à l'origine du mal.
Chaque épisode de la troisième et dernière saison se concentre sur un personnage en particulier. À mesure que les épisodes s'enchaînent, l'intrigue générale devient plus complexe et gagne en profondeur. 
À la fin de chaque épisode, une fourgonnette blanche fait des embardées afin d'éviter un piéton et finit sa course dans un jardin. Quelques passants en réchappent indemnes alors que d'autres ne sont pas aussi chanceux. Un sac en plastique rouge emporté par le vent à travers la ville apparaît comme l'indice cinématographique qui révèle la simultanéité de tous les épisodes, les uns par rapport aux autres.
Par rapport aux autres saisons, chaque épisode est ici une unité entière plutôt qu'une succession de sketchs distincts, chaque épisode est indépendant tout en permettant des renvois vers les autres épisodes. En fait, l'écritures des intrigues dévoile plusieurs techniques dont celle du roman à tiroirs (histoires dans l'histoire), de narration non linéaire (simultanéité des épisodes), et probablement de mise en abyme (récursivité des récits). La richesse de cette troisième saison annoncera le long métrage The League of Gentlemen's Apocalypse sorti au Royaume-Uni en 2002 et la comédie musicale The League of Gentlemen Are Behind You! sortie ibidem en 2005.
Fait notable : seule cette saison ne fait pas usage du bruitage de rire enregistré.

## Distribution
- Mark Gatiss : M. Chinnery / Brian Morgan / Iris Krell / Tante Val Denton
- Steve Pemberton : Tubbs / Pauline / Barbara / Oncle Harvey Denton / Charlie
- Reece Shearsmith : Stella / Geoff Tipps / Edward / Ben Denton / Bernice / Woodall / Judee Levenson
- Paul Hays-Marshall : Barbara Dixon (1999-2000)
- Jeremy Dyson : Dorian
- Megan De Wolf : Chloe Denton (1999-2000)
- Frances Cox : Annie Raines (1999-2000)
- Rosy De Wolf : Radclyffe Denton (1999-2000)
- Helen Lambert : Eunice Evans (2000-2002)
- Johnny Leeze : Inspecteur Cox (2000)

## Épisodes

### Première saison (1999)
1. Bienvenue à Royston Vasey (Welcome To Royston Vasey)
2. La Route de Royston Vasey (The Road To Royston Vasey)
3. Cauchemar à Royston Vasey (Nightmare in Royston Vasey)
4. La Bête de Royston Vasey (The Beast of Royston Vasey)
5. L'Amour à Royston Vasey (Love Comes To Royston Vasey)
6. Les Évadés de Royston Vasey (Escape From Royston Vasey)

### Deuxième saison (2000)
1. Destination : Royston Vasey (Destination: Royston Vasey)
2. Luxure à Royston Vasey (Lust for Royston Vasey)
3. Épidémie à Royston Vasey ( A Plague on Royston Vasey)
4. Mort à Royston Vasey (Death in Royston Vasey)
5. Anarchie à Royston Vasey (Anarchy in Royston Vasey)
6. Royston Vasey et le Monstre de l'enfer (Royston Vasey and the Monster from Hell)
7. Titre français inconnu (The League of Gentlemen Christmas Special) 50 minutes

### Troisième saison (2002)
1. La Lesbienne et le Chimpanzé (The Lesbian and the Monkey)
2. Le manchot a plus d'un tour dans sa manche (The One-Armed Man Is King)
3. Geoff est une star (Turn Again Geoff Tipps)
4. La Grande Aventure sexuelle (The Medusa Touch)
5. La Belle et la Bête (Beauty and the Beast (Or, Come into My Parlour))
6. La Grande Ménagerie (How The Elephant Got Its Trunk)

### Spéciales anniversaire (2017)
Diffusion de 3 épisodes le 18, 19 et 20 décembre 2017.

## Commentaires
Le Club des Gentlemen est avant tout un quatuor d’écrivains/comédiens britanniques, auteurs de comédies, formé en 1995 par Jeremy Dyson, Mark Gatiss, Steve Pemberton et Reece Shearsmith. Leur spectacle commence au théâtre à la fin de l'année 1994, et peu de temps après, la troupe prend comme nom le titre du film de Jack Hawkins, The League of Gentlemen (Hold-up à Londres en VF).
En 1997, ils sont récompensés du Perrier Comedy Award pour une comédie jouée au Festival Fringe d'Édimbourg.
La même année, leur feuilleton radiophonique, On the Town with The League of Gentlemen (En ville avec le Club des Gentlemen), est diffusé sur BBC Radio 4 et ils remportent un Sony Radio Academy Awards. Dans cette émission, l'intrigue tourne autour de Benjamin Denton, étranger au village, qui rend visite à ses oncle et tante, à Spent, pour un entretien d’embauche à l’usine nucléaire locale. Bien entendu, il rate son entretien et est forcé de rester plus longtemps que prévu.
En 1999, la comédie est transposée à la télévision et est bientôt suivie régulièrement par de nombreux adeptes. Alors que la série radiophonique ne compte qu'une saison de six épisodes, la série télévisée compte trois saisons.
Le tournage a eu lieu principalement dans le nord du Derbyshire, dans la ville de Hadfield et n’a donc pas de public direct. Les rires ont été ajoutés par la suite sur la bande-son pour les première et deuxième saisons, mais ce procédé fut abandonné pour le Spécial Noël et pour la troisième saison.
La troupe a aussi déplacé le spectacle à Drury Lane (rue de Londres dans le quartier de Covent Garden) en 2001, utilisant à la fois ancien et nouveau matériel. Début 2005, un sketch spécial est enregistré sur la BBC pour Comic Aid, une association caritative pour le désastre du tsunami. Dans cet épisode, deux des personnages les plus célèbres, Tubbs et Papa Lazarou, ont enlevé Miranda Richardson (Rita Skeeter dans Harry Potter et la Coupe de feu). Un long métrage, The League of Gentlemen's Apocalypse (en), est sorti le 3 juin 2005 au Royaume-Uni.
La BBC a exprimé son intérêt de tourner une quatrième saison, même si The Radio Times a affirmé qu’il y avait peu de chances que cela arrive. Reece Shearsmith est plus optimiste vis-à-vis de cette idée, même s’il a ajouté que, si nouvelle saison il y avait, elle ne se déroulerait pas à Royston Vasey, parce que le groupe pensait en avoir tiré tout le potentiel comique. En tout cas, ils ont dit que leur choix se ferait en fonction des critiques du film et des réactions à leur seconde tournée. Il n’est pas encore défini si la quatrième saison serait en continuité du style de la troisième, ou reprendrait le format sketchs des deux premières.
Tout comme The Fast Show, la série a, dit-on, relancé les émissions de sketchs sur BBC Comedy, et son influence est évidente sur la nouvelle série Little Britain.
Le quatuor a enregistré les voix des Vogons dans le film H2G2 : Le Guide du voyageur galactique en 2005. Les trois acteurs de la série (Gatiss, Pemberton et Shearsmith) ont également fait une tournée au Royaume-Uni, d’octobre à mi-décembre 2005, avec un spectacle de pantomime sur le thème The League of Gentlemen Are Behind You (Le Club des Gentlemen est derrière vous).
L'équivalent de gentleman en anglais est gentilhomme en français, et bien que les deux termes diffèrent légèrement de sens d'une langue à l'autre, ils sont ici du même ressort ironique.